# Tortonda
Tortonda es una localidad española del municipio guadalajareño de Alcolea del Pinar, en la comunidad autónoma de Castilla-La Mancha. 

## Geografía
Pertenece al partido judicial de Sigüenza. Desde el punto de vista jerárquico de la Iglesia católica forma parte de la diócesis de Sigüenza la cual, a su vez, pertenece a la archidiócesis de Toledo. Está ubicado en la comarca de Sigüenza. 

## Historia
Tras la reconquista, perteneció esta aldea serrana al Común de Villa y Tierra de Medinaceli, con lo cual, a partir del siglo XV, estuvo sujeta al señorío de la poderosa familia de los de La Cerda, y por lo tanto, incluida en su amplísimo territorio, hasta el siglo XIX en que se liquidaron los señoríos. Las tierras que rodean al pueblo son oscuras, y dice la gente que cuando la climatología acompaña dan mucho fruto. El topónimo significa torre redonda.
Hacia mediados del siglo XIX, el lugar, por entonces con ayuntamiento propio, tenía una población de 144 habitantes y un total de 46 casas. La localidad aparece descrita en el decimoquinto volumen del Diccionario geográfico-estadístico-histórico de España y sus posesiones de Ultramar de Pascual Madoz de la siguiente manera:

TORTONDA: l. con ayunt. en la prov. de Guadalajara (12 leg.), part. jud. y dióc. de Sigüenza (3), aud. terr. de Madrid (32), c. g. de Castilla la Nueva. sit. en llano con buena ventilacion y clima frio; las enfermedades mas comunes son pulmonias, dolores de costado y liebres intermitentes: tiene 48 casas; la consistorial que sirve de cárcel; escuela de instruccion primaria frecuentada por 28 alumnos de ambos sexos, dotada con 26 fan. de trigo; una fuente de buenas aguas; una igl. parr. (la Purísima Concepcion) servida por un cura y un sacristan: confina el térm. con los de Sauca, Villaverde, Cortes, Renales y Torre-Sabiñan; dentro de él se encuentran 2 ermitas (San Roque y San Lorenzo): el terreno es llano, de secano y de mediana calidad; comprende 2 montes de encina y chaparro, caminos: los que dirigen á los pueblos limítrofes. correo: se recibe y despacha en Alcolea del Pinar. prod.: trigo, cebada, avena, lentejas, almortas, yeros, patatas, leñas de combustible y yerbas de pasto con las que se mantiene ganado lanar, vacuno y mular, abunda la caza de liebres y perdices. ind.: la agrícola y recriacion de ganado. pobl.: 31 vec., 144 alm. cap. prod.: 768,334 rs. imp.: 46,100. contr.: 3,198.
(Madoz, 1849, p. 45)

El municipio de Tortonda desapareció en 1970, al fusionarse con los de Alcolea del Pinar, Cortes de Tajuña y Villaverde del Ducado.

## Demografía
| Gráfica de evolución demográfica de Tortonda entre 1842 y 1960 |
| |
| Población de derecho según los censos de población del INE Población de hecho según los censos de población del INEEntre el censo de 1970 y el anterior, este municipio desaparece porque se integra en el municipio Alcolea del Pinar |

## Patrimonio
En el camino de Torremocha y Pelegrina, se encontró una cueva con su entrada cerrada por una piedra de metro y medio de altura, sobre calzos que le permiten movilizarse, y varias incisiones y tallas. En el interior hay grabados y estilizaciones humanas. Hay similares grabados rupestres en los parajes de El Bosque, el Polvorín, la fuente de don Eugenio y el Portachuelo. En el mismo entorno se encuentran restos que certifican la antigua existencia de poblado neolítico.
La iglesia de la Concepción, reformada en los siglos XVI y XVII, desfiguró la galería románica del lado norte como se aprecia en los canecillos de proa de nave que se aprecian en el muro recrecido. La galería está formada por arcos de medio punto sujetados por capiteles vegetales, que descansan en columnas pareadas. El ingreso central se dispone con arco de medio punto.  Los arcos de la derecha se eliminaron en el siglo XVI para abrir otra puerta semicircular con decoración de bolas. Los arcos de medio punto están apoyados en capiteles con hojarasca sencilla. La torre está rematada en almenas, simulando un castillo. Paisanos ilustres que tienen retrato en la iglesia: Julián Bermejo, que fue confesor de Alfonso XII y de la reina María Cristina. y Victoriano Ciruelos, abogado
En las afueras hay dos ermitas: una dedicada a San Lorenzo y otra a San Roque.
El pueblo se ensancha casi a mitad de la calle Real formando una plaza inmensa, en la que hay una fuente de piedra que remata con una vertedera de tiro de mulas y el tronco de una olma concejil que debió de ser voluminosa. Algunas casonas en la calle Real con dinteles de piedra.
Las fiestas del patrón son en San Pedro. 